# Laurence Olivier Award for Actor of the Year in a Revival
Der Laurence Olivier Award for Actor of the Year in a Revival (deutsch: Laurence Olivier Auszeichnung für Darsteller des Jahres in einer Wiederaufnahme) war ein britischer Theater- und Musicalpreis, der mit einer Unterbrechung von 1976 bis 1988 vergeben wurde.

## Geschichte und Hintergrund
Die Laurence Olivier Awards werden seit 1976 jährlich in zahlreichen Kategorien von der Society of London Theatre vergeben. Sie gelten als höchste Auszeichnung im britischen Theater und sind vergleichbar mit den Tony Awards am amerikanischen Broadway. Ausgezeichnet werden herausragende Darsteller und Produktionen einer Theatersaison, die im Londoner West End zu sehen waren. Die Nominierten und Gewinner der Laurence Olivier Awards „werden jedes Jahr von einer Gruppe angesehener Theaterfachleute, Theaterkoryphäen und Mitgliedern des Publikums ausgewählt, die wegen ihrer Leidenschaft für das Londoner Theater“ bekannt sind. Einer der Auszeichnungen war der Laurence Olivier Award for Actor of the Year in a Revival. Dieser Preis wurde von 1976 bis 1984 verliehen. 1985 wurde er dann mit dem Preis Laurence Olivier Award for Actor of the Year in a New Play zum Laurence Olivier Award for Best Actor zusammengefasst. Die ursprüngliche Auszeichnung wurde ein letztes Mal 1988 verliehen. 

## Gewinner und Nominierte
Die Übersicht der Gewinner und Nominierten listet pro Jahr die nominierten Darsteller und ihre Rollen in den Schauspielen. Der Gewinner eines Jahres ist grau unterlegt und fett angezeigt.

### 1976–1979
| Jahr             | Darsteller               | Schauspiel                         | Rolle                   |
| 1976             |                          |                                    |                         |
| ---------------- | ------------------------ | ---------------------------------- | ----------------------- |
| 1976             | Alan Howard              | Henry IV, Part 1 und 2 und Henry V | Hal / Heinrich V.       |
| 1976             | Tom Conti                | Don Juan und The Devil’s Disciple  | Don Juan / Dick Dudgeon |
| 1976             | Albert Finney            | Hamlet und Tamburlaine the Great   | Hamlet / Tamburlaine    |
| 1976             | Emrys James              | Henry IV, Part 1 und 2 und Henry V | Henry IV. / Chorus      |
| 1977             |                          |                                    |                         |
| Ian McKellen     | Pillars of the Community | Karsten Bernick                    |                         |
| Alan Howard      | Wild Oats                | Rover                              |                         |
| Derek Jacobi     | Hamlet                   | Hamlet                             |                         |
| Donald Sinden    | King Lear                | King Lear                          |                         |
| 1978             |                          |                                    |                         |
| Alan Howard      | Coriolanus               | Gaius Marcius Coriolanus           |                         |
| Derek Jacobi     | Ivanov                   | Nikolai Ivanov                     |                         |
| Timothy West     | The Homecoming           | Max                                |                         |
| Nicol Williamson | Inadmissible Evidence    | Bill Maitland                      |                         |
| 1979             |                          |                                    |                         |
| Warren Mitchell  | Death of a Salesman      | Willy Loman                        |                         |
| Michael Bryant   | Strife                   | David Roberts                      |                         |
| Jonathan Pryce   | The Taming of the Shrew  | Petruchio                          |                         |
| Patrick Stewart  | The Merchant of Venice   | Shylock                            |                         |

### 1980–1988
| Jahr            | Darsteller                                   | Schauspiel                                  | Rolle                                       |
| 1980            |                                              |                                             |                                             |
| --------------- | -------------------------------------------- | ------------------------------------------- | ------------------------------------------- |
| 1980            | Jonathan Pryce                               | Hamlet                                      | Hamlet                                      |
| 1980            | Michael Gambon                               | The Life of Galileo                         | Galileo Galilei                             |
| 1980            | Alec McCowen                                 | The Browning Version und Harlequinade       | Andrew Crocker-Harris / Arthur Gosport      |
| 1980            | Bob Peck                                     | Othello                                     | Iago                                        |
| 1981            |                                              |                                             |                                             |
| Daniel Massey   | Man and Superman                             | Jack Tanner                                 |                                             |
| Warren Mitchell | The Caretaker                                | Davies                                      |                                             |
| David Suchet    | The Merchant of Venice                       | Shylock                                     |                                             |
| John Wood       | The Provoked Wife                            | Brute                                       |                                             |
| 1982            |                                              |                                             |                                             |
| Stephen Moore   | A Doll’s House                               | Torvold Helmer                              |                                             |
| Joss Ackland    | Henry IV, Part 1 und 2                       | Falstaff                                    |                                             |
| Trevor Peacock  | Hobson’s Choice                              | Henry Horatio Hobson                        |                                             |
| Donald Sinden   | Uncle Vanya                                  | Vanya                                       |                                             |
| 1983            |                                              |                                             |                                             |
| Derek Jacobi    | Cyrano de Bergerac                           | Cyrano de Bergerac                          |                                             |
| Alan Bates      | A Patriot for Me                             | Alfred Redl                                 |                                             |
| Rex Harrison    | Heartbreak House                             | Shotover                                    |                                             |
| Bob Peck        | King Lear                                    | Lear                                        |                                             |
| 1984            |                                              |                                             |                                             |
| Ian McKellen    | Wild Honey                                   | Platonov                                    |                                             |
| Miles Anderson  | Life Is a Dream                              | Sigismund                                   |                                             |
| Emrys James     | A New Way to Pay Old Debts                   | Sir Giles                                   |                                             |
| Peter McEnery   | The Devils                                   | De Laubardemont                             |                                             |
| 1985            | Siehe Laurence Olivier Award for Best Actor  | Siehe Laurence Olivier Award for Best Actor | Siehe Laurence Olivier Award for Best Actor |
| 1986            | Siehe Laurence Olivier Award for Best Actor  | Siehe Laurence Olivier Award for Best Actor | Siehe Laurence Olivier Award for Best Actor |
| 1987            | Siehe Laurence Olivier Award for Best Actor  | Siehe Laurence Olivier Award for Best Actor | Siehe Laurence Olivier Award for Best Actor |
| 1988            |                                              |                                             |                                             |
| Brian Cox       | Titus Andronicus                             | Titus Andronicus                            |                                             |
| Alun Armstrong  | The Jew of Malta und The Father              | Barabas / The Captain                       |                                             |
| Antony Sher     | The Merchant of Venice und Hello and Goodbye | Shylock / Johnnie                           |                                             |
| Tom Wilkinson   | An Enemy of the People                       | Dr. Stockmann                               |                                             |